# 土壤团聚体
土壤团聚体是指粒径各种作用形成直径为10—0.25毫米的结构单位。它主要分布在表土层或耕层中，深受耕作施肥等人为因素的影响而极不稳定。水稳性团聚体在稳定土壤大小孔隙搭配、调节土壤水气矛盾和促进根系在土体中穿插等方面具有重要作用。
水稳性团聚体形成是土壤中物理、化学和生物等作用的结果。20世纪60年代哈里斯等（R.F.Harris等，1966）根据土壤团聚体中主要组成分即石英颗粒、粘团和有机物质的相互作用，提出了团聚体的一些形成途径。